# Evangelhos de Echternach
Os Evangelhos de Echternach foram escritos no século VIII, pelo mesmo amanuense do mosteiro de Echternach que escreveu os Evangelhos de Durham.
Actualmente estes Evangelhos fazem parte do acervo da biblioteca Nacional de Paris.